# ديانا نافارو
ديانا نافارو (بالإسبانية: Diana Navarro)‏ هي مغنية إسبانية، ولدت في 21 أبريل 1978 في مالقة في إسبانيا.

## وصلات خارجية
- ديانا نافارو على موقع IMDb (الإنجليزية)
- ديانا نافارو على موقع ميوزك برينز (الإنجليزية)
- ديانا نافارو على موقع أول ميوزيك (الإنجليزية)
- ديانا نافارو على موقع ديسكوغز (الإنجليزية)
- ديانا نافارو على موقع قاعدة بيانات الفيلم (الإنجليزية)